# Apistogramma paucisquamis
Apistogramma paucisquamis är en fiskart som beskrevs av Kullander och Staeck, 1988. Apistogramma paucisquamis ingår i släktet Apistogramma och familjen Cichlidae. Inga underarter finns listade i Catalogue of Life.